# Ronde van Spanje 2024/Tiende etappe
De tiende etappe van de Ronde van Spanje 2024 werd op 27 augustus verreden van Ponteareas naar Baiona. Het was een bergrit over 160 kilometer.
Wout van Aert heeft in Baiona zijn derde etappe in deze Ronde van Spanje gewonnen na een lange vlucht met vijf renners. Bij een tussensprint liet Van Aert drie van zijn medevluchters achter. Enkel de Fransman Quentin Pacher kon nog aanpikken, maar was niet opgewassen tegen spurter Van Aert. Ben O'Connor verloor geen tijd tegenover de andere klassementsrijders en blijft leider.

## Uitslag
| Ponteareas – Baiona (160 km) |                       |                       |          |
| Plaats                       | Naam                  | Ploeg                 | Tijd     |
| Winnaar                      | Wout van Aert         | Visma \| Lease a Bike | 3u50'47" |
| 2                            | Quentin Pacher        | Groupama-FDJ          | 3"       |
| 3                            | Marc Soler            | UAE Team Emirates     | +2'01"   |
| 4                            | William Junior Lecerf | Soudal Quick-Step     | z.t.     |
| 5                            | Juri Hollmann         | Alpecin-Deceuninck    | z.t.     |
| 6                            | Txomin Juaristi       | Euskaltel-Euskadi     | + 5'13"  |
| 7                            | Jhonatan Narváez      | INEOS Grenadiers      | + 5'31"  |
| 8                            | Stefan Küng           | Groupama-FDJ          | z.t.     |
| 9                            | George Bennett        | Israel-Premier Tech   | z.t.     |
| 10                           | Harold Tejada         | Astana Qazaqstan Team | z.t.     |

| Algemeen klassement |                   |                            |           |
| Plaats              | Naam              | Ploeg                      | Tijd      |
| Rode trui           | Ben O'Connor      | Decathlon AG2R La Mondiale | 40u05'54" |
| 2                   | Primož Roglič     | Red Bull-BORA-hansgrohe    | + 3'53"   |
| 3                   | Richard Carapaz   | EF Education-EasyPost      | + 4'32"   |
| 4                   | Enric Mas         | Movistar                   | + 4'35"   |
| 5                   | Mikel Landa       | Soudal Quick-Step          | + 5'17"   |
| 6                   | Florian Lipowitz  | Red Bull-BORA-hansgrohe    | + 5'29"   |
| 7                   | Adam Yates        | UAE Team Emirates          | + 5'30"   |
| 8                   | Felix Gall        | Decathlon AG2R La Mondiale | + 5'30"   |
| 9                   | Carlos Rodríguez  | INEOS Grenadiers           | + 6'00"   |
| 10                  | David Gaudu       | Groupama-FDJ               | + 6'32"   |
|                     |                   |                            |           |
| 35                  | Steven Kruijswijk | Visma \| Lease a Bike      | + 38'04"  |

## Nevenklassementen
| Puntenklassement |                |                            |        |
| Plaats           | Naam           | Ploeg                      | Punten |
| Groene trui      | Wout van Aert  | Visma \| Lease a Bike      | 243    |
| 2                | Kaden Groves   | Alpecin-Deceuninck         | 162    |
| 3                | Pavel Bittner  | Team dsm-firmenich PostNL  | 81     |
| 4                | Primož Roglič  | Red Bull-BORA-hansgrohe    | 66     |
| 5                | Ben O'Connor   | Decathlon AG2R La Mondiale | 65     |
|                  |                |                            |        |
| 47               | Gijs Leemreize | Team dsm-firmenich PostNL  | 15     |

| Bergklassement        |               |                         |        |
| Plaats                | Naam          | Ploeg                   | Punten |
| Bolletjestrui (blauw) | Adam Yates    | UAE Team Emirates       | 22     |
| 2                     | Wout van Aert | Visma \| Lease a Bike   | 22     |
| 3                     | Primož Roglič | Red Bull-BORA-hansgrohe | 18     |
| 4                     | David Gaudu   | Groupama-FDJ            | 18     |
| 5                     | Jay Vine      | UAE Team Emirates       | 17     |

| Jongerenklassement |                     |                         |            |
| Plaats             | Naam                | Ploeg                   | Tijd       |
| Witte trui         | Florian Lipowitz    | Red Bull-BORA-hansgrohe | 40u11'23"  |
| 2                  | Carlos Rodríguez    | INEOS Grenadiers        | + 31"      |
| 3                  | Mattias Skjelmose   | Lidl-Trek               | + 1'49"    |
| 4                  | Lennert Van Eetvelt | Lotto Dstny             | + 3'26"    |
| 5                  | Isaac del Toro      | UAE Team Emirates       | + 33'17"   |
|                    |                     |                         |            |
| 16                 | Thymen Arensman     | INEOS Grenadiers        | + 1u06'36" |

| Ploegenklassement |                            |            |
| Plaats            | Ploeg                      | Tijd       |
|                   | UAE Team Emirates          | 120u28'40" |
| 2                 | Decathlon AG2R La Mondiale | + 8'44"    |
| 3                 | Red Bull-BORA-hansgrohe    | + 9'40"    |
| 4                 | Groupama-FDJ               | + 28'03"   |
| 5                 | Israel-Premier Tech        | + 46'19"   |

## Uitvallers
- Kobe Goossens ( Intermarché-Wanty): niet gestart door ziekte
- Harold Martín López ( Astana Qazaqstan): niet gestart met COVID-19 besmetting
- Laurens De Plus ( INEOS Grenadiers): niet gestart met COVID-19 besmetting
- Giulio Ciccone ( Lidl-Trek): opgave na valpartij in de achtste rit

1e etappe ·
2e etappe ·
3e etappe ·
4e etappe ·
5e etappe ·
6e etappe ·
7e etappe ·
8e etappe ·
9e etappe ·
10e etappe ·
11e etappe ·
12e etappe ·
13e etappe ·
14e etappe ·
15e etappe ·
16e etappe ·
17e etappe ·
18e etappe ·
19e etappe ·
20e etappe ·
21e etappe
Startlijst · Eindstanden · Afbeeldingen